# Esquí acrobàtic als Jocs Olímpics d'hivern de 2018 - Camp a través masculí
La prova de camp a través masculí va ser una de les deu proves que es disputaren als Jocs Olímpics d'Hivern de 2018 de Pyeongchang (Corea del Sud) dins el programa d'esquí acrobàtic. La competició es va disputar el 21 de febrer de 2018 al Bogwang Phoenix Park.

## Medaller
| Or                | Argent                   | Bronze              |
| Brady Leman (CAN) | Marc Bischofberger (SUI) | Sergey Ridzik (OAR) |

## Resultats

### Primera ronda
La ronda d'inspecció es va disputar a les 11:30. No elimina cap esportista i sols serveix per determinar les sèries dels vuitens de final.
| Posició | Dorsal | Nom                   | País                       | Temps   | Diferència |
| ------- | ------ | --------------------- | -------------------------- | ------- | ---------- |
| 1       | 9      | Alex Fiva             | Suïssa                     | 1:08.74 | −          |
| 2       | 10     | Sergey Ridzik         | Atletes Olímpics de Rússia | 1:09.21 | +0.47      |
| 3       | 16     | Kevin Drury           | Canadà                     | 1:09.41 | +0.67      |
| 4       | 2      | Armin Niederer        | Suïssa                     | 1:09.46 | +0.72      |
| 5       | 14     | Filip Flisar          | Eslovènia                  | 1:09.65 | +0.91      |
| 6       | 8      | Christoph Wahrstötter | Àustria                    | 1:09.79 | +1.05      |
| 7       | 15     | Jean-Frédéric Chapuis | França                     | 1:09.84 | +1.10      |
| 8       | 6      | Brady Leman           | Canadà                     | 1:09.94 | +1.20      |
| 9       | 11     | Marc Bischofberger    | Suïssa                     | 1:09.99 | +1.25      |
| 10      | 7      | Paul Eckert           | Alemanya                   | 1:10.06 | +1.32      |
| 11      | 28     | Robert Winkler        | Àustria                    | 1:10.09 | +1.35      |
| 12      | 29     | Stefan Thanei         | Itàlia                     | 1:10.10 | +1.36      |
| 13      | 19     | Jonas Lenherr         | Suïssa                     | 1:10.12 | +1.38      |
| 14      | 1      | Arnaud Bovolenta      | França                     | 1:10.12 | +1.38      |
| 15      | 26     | Siegmar Klotz         | Itàlia                     | 1:10.15 | +1.41      |
| 16      | 20     | Adam Kappacher        | Àustria                    | 1:10.17 | +1.43      |
| 17      | 24     | Igor Omelin           | Atletes Olímpics de Rússia | 1:10.24 | +1.50      |
| 18      | 13     | François Place        | França                     | 1:10.26 | +1.52      |
| 19      | 3      | Victor Öhling Norberg | Suècia                     | 1:10.26 | +1.52      |
| 20      | 17     | Tim Hronek            | Alemanya                   | 1:10.27 | +1.53      |
| 21      | 27     | Florian Wilmsmann     | Alemanya                   | 1:10.33 | +1.59      |
| 22      | 23     | Erik Mobärg           | Suècia                     | 1:10.36 | +1.62      |
| 23      | 25     | Egor Korotkov         | Atletes Olímpics de Rússia | 1:10.39 | +1.65      |
| 24      | 4      | Terence Tchiknavorian | França                     | 1:10.41 | +1.67      |
| 25      | 21     | Jamie Prebble         | Nova Zelanda               | 1:10.48 | +1.74      |
| 26      | 22     | David Duncan          | Canadà                     | 1:10.51 | +1.77      |
| 27      | 30     | Semen Denshchikov     | Atletes Olímpics de Rússia | 1:10.86 | +2.12      |
| 28      | 12     | Thomas Zangerl        | Àustria                    | 1:10.96 | +2.22      |
| 29      | 5      | Viktor Andersson      | Suècia                     | 1:11.20 | +2.46      |
| 30      | 31     | Anton Grimus          | Austràlia                  | 1:40.80 | +32.06     |
| 31      | 18     | Christopher Del Bosco | Canadà                     | 1:48.25 | +39.51     |

### Vuitens de final
Els dos primers es classifiquen per quarts de final.
| Posició | Dorsal | Atleta         | País                       | Notes |
| ------- | ------ | -------------- | -------------------------- | ----- |
| 1       | 1      | Alex Fiva      | Suïssa                     | Q     |
| 2       | 16     | Adam Kappacher | Àustria                    | Q     |
| 3       | 17     | Igor Omelin    | Atletes Olímpics de Rússia |       |

| Posició | Dorsal | Atleta                | País         | Notes |
| ------- | ------ | --------------------- | ------------ | ----- |
| 1       | 9      | Marc Bischofberger    | Suïssa       | Q     |
| 2       | 8      | Brady Leman           | Canadà       | Q     |
| 3       | 25     | Jamie Prebble         | Nova Zelanda |       |
|         | 24     | Terence Tchiknavorian | França       | DNF   |

| Posició | Dorsal | Atleta            | País      | Notes |
| ------- | ------ | ----------------- | --------- | ----- |
| 1       | 5      | Filip Flisar      | Eslovènia | Q     |
| 2       | 28     | Thomas Zangerl    | Àustria   | Q     |
| 3       | 12     | Stefan Thanei     | Itàlia    |       |
| 4       | 21     | Florian Wilmsmann | Alemanya  |       |

| Posició | Dorsal | Atleta           | País     | Notes |
| ------- | ------ | ---------------- | -------- | ----- |
| 1       | 4      | Armin Niederer   | Suïssa   | Q     |
| 2       | 13     | Jonas Lenherr    | Suïssa   | Q     |
| 3       | 20     | Tim Hronek       | Alemanya |       |
| 4       | 29     | Viktor Andersson | Suècia   |       |

| Posició | Dorsal | Atleta                | País      | Notes |
| ------- | ------ | --------------------- | --------- | ----- |
| 1       | 3      | Kevin Drury           | Canadà    | Q     |
| 2       | 14     | Arnaud Bovolenta      | França    | Q     |
| 3       | 19     | Victor Öhling Norberg | Suècia    |       |
| 4       | 30     | Anton Grimus          | Austràlia |       |

| Posició | Dorsal | Atleta                | País                       | Notes |
| ------- | ------ | --------------------- | -------------------------- | ----- |
| 1       | 11     | Robert Winkler        | Àustria                    | Q     |
| 2       | 27     | Semen Denshchikov     | Atletes Olímpics de Rússia | Q     |
|         | 6      | Christoph Wahrstötter | Àustria                    | DNF   |
|         | 22     | Erik Mobärg           | Suècia                     | DNF   |

| Posició | Dorsal | Atleta                | País                       | Notes |
| ------- | ------ | --------------------- | -------------------------- | ----- |
| 1       | 26     | David Duncan          | Canadà                     | Q     |
| 2       | 7      | Jean-Frédéric Chapuis | França                     | Q     |
| 3       | 10     | Paul Eckert           | Alemanya                   |       |
| 4       | 23     | Egor Korotkov         | Atletes Olímpics de Rússia |       |

| Posició | Dorsal | Atleta                | País                       | Notes |
| ------- | ------ | --------------------- | -------------------------- | ----- |
| 1       | 18     | François Place        | França                     | Q     |
| 2       | 2      | Sergey Ridzik         | Atletes Olímpics de Rússia | Q     |
| 3       | 15     | Siegmar Klotz         | Itàlia                     |       |
|         | 31     | Christopher Del Bosco | Canadà                     | DNF   |

### Quarts de final
Els dos primers de cada sèrie passen a semifinals.
| Posició | Dorsal | Atleta             | País    | Notes |
| ------- | ------ | ------------------ | ------- | ----- |
| 1       | 8      | Brady Leman        | Canadà  | Q     |
| 2       | 9      | Marc Bischofberger | Suïssa  | Q     |
|         | 1      | Alex Fiva          | Suïssa  | DNF   |
|         | 16     | Adam Kappacher     | Àustria | DNF   |

| Posició | Dorsal | Atleta         | País      | Notes |
| ------- | ------ | -------------- | --------- | ----- |
| 1       | 4      | Armin Niederer | Suïssa    | Q     |
| 2       | 5      | Filip Flisar   | Eslovènia | Q     |
| 3       | 28     | Thomas Zangerl | Àustria   |       |
| 4       | 13     | Jonas Lenherr  | Suïssa    |       |

| Posició | Dorsal | Atleta            | País                       | Notes |
| ------- | ------ | ----------------- | -------------------------- | ----- |
| 1       | 3      | Kevin Drury       | Canadà                     | Q     |
| 2       | 14     | Arnaud Bovolenta  | França                     | Q     |
| 3       | 27     | Semen Denshchikov | Atletes Olímpics de Rússia |       |
|         | 11     | Robert Winkler    | Àustria                    | DNF   |

| Posició | Dorsal | Atleta                | País                       | Notes |
| ------- | ------ | --------------------- | -------------------------- | ----- |
| 1       | 2      | Sergey Ridzik         | Atletes Olímpics de Rússia | Q     |
| 2       | 26     | David Duncan          | Canadà                     | Q     |
| 3       | 18     | François Place        | França                     |       |
| 4       | 7      | Jean-Frédéric Chapuis | França                     |       |

### Semifinals
Els dos primers de cada sèrie passen a la final. Els altres dos passen a la final de consolació que determina les posicions 5 a 8.
| Posició | Dorsal | Atleta             | País      | Notes |
| ------- | ------ | ------------------ | --------- | ----- |
| 1       | 8      | Brady Leman        | Canadà    | QF    |
| 2       | 9      | Marc Bischofberger | Suïssa    | QF    |
| 3       | 4      | Armin Niederer     | Suïssa    | FC    |
| 4       | 5      | Filip Flisar       | Eslovènia | FC    |

| Posició | Dorsal | Atleta           | País                       | Notes |
| ------- | ------ | ---------------- | -------------------------- | ----- |
| 1       | 3      | Kevin Drury      | Canadà                     | QF    |
| 2       | 2      | Sergey Ridzik    | Atletes Olímpics de Rússia | QF    |
| 3       | 14     | Arnaud Bovolenta | França                     | FC    |
| 4       | 26     | David Duncan     | Canadà                     | FC    |

### Final
Final de consolació
| Posició | Dorsal | Atleta           | País      | Notes |
| ------- | ------ | ---------------- | --------- | ----- |
| 5       | 4      | Armin Niederer   | Suïssa    |       |
| 6       | 14     | Arnaud Bovolenta | França    |       |
| 7       | 5      | Filip Flisar     | Eslovènia |       |
| 8       | 26     | David Duncan     | Canadà    |       |

Final
| Posició | Dorsal | Atleta             | País                       | Notes |
| ------- | ------ | ------------------ | -------------------------- | ----- |
| 1       | 8      | Brady Leman        | Canadà                     |       |
| 2       | 9      | Marc Bischofberger | Suïssa                     |       |
| 3       | 2      | Sergey Ridzik      | Atletes Olímpics de Rússia |       |
| 4       | 3      | Kevin Drury        | Canadà                     | DNF   |